# Gephyromantis verrucosus
A Gephyromantis verrucosus   a kétéltűek (Amphibia) osztályába és  a békák (Anura) rendjébe aranybékafélék (Mantellidae) családjába tartozó faj. 

## Előfordulása
Madagaszkár endemikus faja. A sziget délkeleti részén, Vondrozo és Ikongo környékén valamint a Manombo Rezervátumban,  a tengerszinttől 600 m-es magasságig honos.

## Nevének eredete
Nevét a latin verrucosus (szemölcsös) szóból alkották, mellyel bőrének szemcsézettségére utaltak.

## Rendszertani besorolása
A fajt 2012-ig a Gephyromantis boulengeri szinonimájaként tartozzák nyilván, ahová Guibé 1950-ben majd 1978-ban helyezte. 2012-ben Wollenberg, Glaw és Vences önálló fajként ismerte el.

## Megjelenése
Kis méretű Gephyromantis faj. A  hímek testhossza 20–23 mm, a nőstényeké 24–26 mm. Feje széles. Háta erősen szemcsézett, színe vörösesbarna. Hasi oldala fekete színű, kék vagy szürke márványos mintázattal. Orrlyukai közelebb helyezkednek el az orrcsúcsához, mint a szemeihez. Hallószerve jól kivehető. Nincs úszóhártyája.

## Természetvédelmi helyzete
A vörös lista a nem fenyegetett fajok között tartja nyilván. Egy védett területen, a Manombo Rezervátumban, erősen lepusztult területen található meg.